# Parada Pirelli
A Parada Pirelli foi uma parada de trens pertencente à então Linha D–Bege (atual Linha 10–Turquesa) da CPTM, localizada no município de Santo André. Era considerada apenas uma "parada" pois não possuía infraestrutura de uma estação ferroviária e era utilizada principalmente por funcionários da Pirelli. Foi desativada no ano de 2006 devido à sua utilização irregular por pessoas que não eram funcionárias da empresa.

## História
A Parada Pirelli foi inaugurada no dia 1° de março de 1943, sendo construída, em 1978, uma melhor infraestrutura para o local. Em 2002, já sob a administração da CPTM, foi anunciado que a parada deixaria de prestar serviço, dada a baixa demanda. No entanto, após um mês fechada, o serviço foi restabelecido, de maneira reduzida, a pedido da Pirelli. Em junho de 2006, por invasões de não-funcionários que não desejavam pagar passagem, a parada foi definitivamente fechada. A estrutura foi demolida e a antiga área do local ficou cercada por terrenos particulares, impossibilitando seu acesso a pé.

## Estação ABC
Em março de 2017, a gestão municipal andreense demonstrou interesse em reativar a estação através de uma parceria público-privada (PPP). O projeto anterior, prometido pelo governador Geraldo Alckmin em 2013, era de uma grande estação, orçada em 200 milhões de reais e pronta para receber futuros modais (VLT) indo em direção a Guarulhos. Assim, o local seria um importante ponto de entrada e saída do ABC Paulista. Porém, devido à atual condição financeira do Estado, o projeto foi reduzido para uma estação simples com plataforma sentido Brás e sentido Rio Grande da Serra, orçada entre 30 e 40 milhões de reais, valor 85% menor.
O interesse na reabertura da estação se devia aos investimentos recentes realizados no bairro Homero Thon e ao antigo projeto urbano "Eixo Tamanduatehy" da gestão do prefeito Celso Daniel, no qual o Centro seria estendido em direção à chamada "Cidade Pirelli", onde se concentrariam investimentos imobiliários como shopping, hotéis, restaurantes, edifícios comerciais, centros de cultura e lazer e outros empreendimentos de forma a requalificar toda a região no entorno do Rio Tamanduateí e Linha 10–Turquesa dentro de Santo André.
Após a ação do Grupo Brookfield na área, com a criação do Atrium Shopping, a região ficou carente de transporte público eficiente. Estimava-se que uma estação de trens metropolitanos construída no local da antiga Parada receberia uma demanda diária de cerca de 40 mil passageiros e desafogaria a saturada Estação Prefeito Celso Daniel-Santo André. A PPP seria realizada entre o município, o governo estadual e as empresas privadas da região (Brookfield, Pirelli, Carrefour, Bridgestone, Tim). Segundo o atual prefeito, Paulo Serra, que prometeu em seu plano de governo "buscar através da CPTM a volta da estação Pirelli, construindo no local um terminal rodoviário e cobrando do governo maior agilidade na implantação da linha bronze do metrô para integrar a rede de transporte coletivo", o projeto funcional já está pronto e em tratativa junto a CPTM e as empresas. Por sua página oficial no Facebook, o prefeito disse esperar fechar a parceria até o fim de 2017, o que acabou não acontecendo.
Em 2019 a prefeitura do município prometia oficializar um convênio com a CPTM, no entanto, por conta da Pandemia de COVID-19 o projeto acabou sendo suspenso pelo governo do estado.
No dia 8 de abril de 2024 foi autorizado pelo governo do estado a contratação de um projeto de engenharia para a construção da chamada Estação ABC, a ser construída no local da antiga Parada Pirelli. Na ocasião, foi estabelecido um prazo de 18 meses para que se concluísse o projeto básico da estação.

## Características
| Sigla | Parada  | Inauguração        | Integração                | Plataformas | Posição    | Notas      |
| ----- | ------- | ------------------ | ------------------------- | ----------- | ---------- | ---------- |
| PIR   | Pirelli | 1 de março de 1943 | Bilhete Único da SPTrans. | Laterais    | Superfície | Desativada |

## Diagrama da estação
| 1 |

|  | ↑ a ↑ |

|  | ↓ b ↓ |

| 2 |

| 1 |

|  | ↑ a ↑ |

|  | ↓ b ↓ |

| 2 |

| 1 |

|  | ↑ a ↑ |

|  | ↓ b ↓ |

| 2 |

| 1 |

|  | ↑ a ↑ |

|  | ↓ b ↓ |

| 2 |